# Màu cau trắng
Màu cau trắng, tai nghé, bồ câu đất hay giác đế đài to (danh pháp hai phần: Goniothalamus macrocalyx) là một loài thực vật thuộc họ Na. Đây là loài đặc hữu của Việt Nam.